# Mogoditshane
Mogoditshane este un sat în Botswana.